# Campeonato Mundial de Ginástica Rítmica de 2007
O XXVIII Campeonato Mundial de Ginástica Rítmica transcorreu entre os dias 19 e 23 de setembro de 2007, na cidade de Patras, Grécia.

## Resultados

### Individual

#### Individual Geral
| Pos.              | País                    | Ginasta                 | Corda  | Arco   | Maças  | Fita   | Pontos   |
| ----------------- | ----------------------- | ----------------------- | ------ | ------ | ------ | ------ | -------- |
| Medalha de ouro   | Ucrânia                 | Anna Bessonova          | 18,475 | 18,650 | 18,375 | 18,450 | 73,950   |
| Medalha de prata  | Rússia                  | Vera Sessina            | 18,450 | 18,400 | 18,350 | 18,700 | 73,900   |
| Medalha de bronze | Rússia                  | Olga Kapranova          | 17,400 | 17,075 | 18,125 | 18,150 | 70,700   |
| 4                 | Bielorrússia            | Inna Zhukova            | 17,100 | 17,250 | 17,725 | 17,100 | 69,175   |
| 5                 | Azerbaijão              | Aliya Garayeva          | 17,300 | 17,250 | 16,500 | 17,400 | 68,450   |
| 6                 | Cazaquistão             | Aliya Yusupova          | 16,925 | 17,800 | 16,825 | 16,325 | 67,875   |
| 7                 | Israel                  | Irina Risenson          | 16,650 | 17,000 | 16,475 | 16,100 | 66,225   |
| 8                 | Bielorrússia            | Liubov Charkashyna      | 16,525 | 17,050 | 16,275 | 16,200 | 66,050   |
| 9                 | Canadá                  | Alexandra Orlando       | 16,225 | 16,650 | 16,375 | 16,700 | 65,950   |
| 10                | Bulgária                | Simona Peycheva         | 16,800 | 16,875 | 15,975 | 16,200 | 65,850   |
| 11                | Espanha                 | Almudena Cid            | 16,775 | 17,000 | 16,150 | 15,725 | 65,650   |
| 12                | Grécia                  | Eleni Andriola          | 16,500 | 16,875 | 16,225 | 15,225 | 64,875   |
| 13                | Azerbaijão              | Dinara Gimatova         | 15,950 | 15,475 | 16,375 | 16,600 | 64,400   |
| 14                | Áustria                 | Caroline Weber          | 15,900 | 15,800 | 15,650 | 15,850 | 63,200   |
| 15                | Bulgária                | Elizabeth Paisieva      | 15,800 | 15,575 | 16,350 | 15,450 | 63,175   |
| 16                | Polónia                 | Joanna Mitrosz          | 15,750 | 15,875 | 16,425 | 15,775 | 62,825   |
| 17                | Coreia do Sul           | Shin Soo-Ji             | 15,650 | 16,300 | 15,050 | 15,700 | 62,700   |
| 18                | Estónia                 | Irina Kikkas            | 15,500 | 16,200 | 15,275 | 15,650 | 62,625   |
| 19                | Ucrânia                 | Irina Kovalchuk         | 15,850 | 15,825 | 15,950 | 14,850 | 62,475   |
| 20                | Israel                  | Neta Rivkin             | 15,475 | 15,725 | 15,950 | 15,000 | 62,150   |
| 21                | Bandeira do Uzbequistão | Ulyana Trofimova        | 15,075 | 15,675 | 14,875 | 15,250 | 60,875   |
| 22                | Alemanha                | Johanna Gabor           | 13,850 | 15,650 | 14,975 | 15,225 | 59,700   |
| 23                | China                   | Yiming Xiao             | 15,625 | 15,450 | 14,400 | 14,125 | 59,600   |
| 24                | Geórgia                 | Mzevinari Samlikashvili | 14,400 | 15,050 | 14,725 | 14,350 | 58,550   |
| ...               |                         |                         |        |        |        |        |          |
| 54                | Portugal                | Ines Gomes              |        |        |        |        | 43,475 * |
| 55                | Brasil                  | Angélica Kvieczynski    |        |        |        |        | 43,575 * |
| 71                | Brasil                  | Ana Paula Scheffer      |        |        |        |        | 42,050 * |
| 76                | Portugal                | Sara Caetano            |        |        |        |        | 41,400 * |
| 87                | Portugal                | Catarina Geraldes       |        |        |        |        | 40,325 * |
| 114               | Brasil                  | Ana Paula Ribeiro       |        |        |        |        | 27,300 * |
| 116               | Brasil                  | Yuca Solano             |        |        |        |        | 26,375 * |
| 118               | Portugal                | Mariana Romão           |        |        |        |        | 26,350 * |

| Pos.              | País         | Ginasta            | Pontos |
| ----------------- | ------------ | ------------------ | ------ |
| Medalha de ouro   | Rússia       | Vera Sessina       | 18,600 |
| Medalha de prata  | Rússia       | Olga Kapranova     | 18,500 |
| Medalha de bronze | Bielorrússia | Inna Zhukova       | 17,900 |
| 4                 | Azerbaijão   | Aliya Garayeva     | 17,675 |
| 5                 | Ucrânia      | Anna Bessonova     | 17,325 |
| 6                 | Bulgária     | Simona Peycheva    | 16,975 |
| 7                 | Bielorrússia | Liubov Charkashyna | 16,550 |
| 8                 | Israel       | Irina Risenson     | 16,525 |

| Pos.              | País         | Ginasta           | Pontos |
| ----------------- | ------------ | ----------------- | ------ |
| Medalha de ouro   | Rússia       | Olga Kapranova    | 18,450 |
| Medalha de prata  | Rússia       | Vera Sessina      | 18,250 |
| Medalha de bronze | Ucrânia      | Anna Bessonova    | 18,175 |
| 4                 | Azerbaijão   | Aliya Garayeva    | 16,900 |
| 5                 | Bulgária     | Simona Peycheva   | 16,700 |
| 6                 | Cazaquistão  | Aliya Yusupova    | 16,450 |
| 7                 | Canadá       | Alexandra Orlando | 16,350 |
| 8                 | Bielorrússia | Inna Zhukova      | 16,100 |

| Pos.              | País         | Ginasta            | Pontos |
| ----------------- | ------------ | ------------------ | ------ |
| Medalha de ouro   | Rússia       | Olga Kapranova     | 18,650 |
| Medalha de prata  | Ucrânia      | Anna Bessonova     | 18,400 |
| Medalha de bronze | Rússia       | Vera Sessina       | 18,325 |
| 4                 | Bielorrússia | Inna Zhukova       | 17,675 |
| 5                 | Azerbaijão   | Aliya Garayeva     | 17,425 |
| 6                 | Israel       | Irina Risenson     | 16,675 |
| 7                 | Cazaquistão  | Aliya Yusupova     | 16,625 |
| 8                 | Bielorrússia | Liubov Charkashyna | 16,500 |

| Pos.              | País         | Ginasta         | Pontos |
| ----------------- | ------------ | --------------- | ------ |
| Medalha de ouro   | Rússia       | Vera Sessina    | 18,650 |
| Medalha de prata  | Ucrânia      | Anna Bessonova  | 18,350 |
| Medalha de bronze | Rússia       | Alina Kabaeva   | 17,225 |
| 4                 | Cazaquistão  | Aliya Yusupova  | 17,175 |
| 5                 | Bielorrússia | Inna Zhukova    | 16,950 |
| 6                 | Ucrânia      | Natalia Godunko | 16,775 |
| 7                 | Israel       | Irina Risenson  | 16,650 |
| 8                 | Azerbaijão   | Dinara Gimatova | 16,650 |

#### Equipes
| Pos.              | País          | Pontos  |
| ----------------- | ------------- | ------- |
| Medalha de ouro   | Rússia        | 183,050 |
| Medalha de prata  | Bielorrússia  | 168,775 |
| Medalha de bronze | Azerbaijão    | 163,750 |
| 4                 | Bulgária      | 158,175 |
| 5                 | Israel        | 155,325 |
| 6                 | Cazaquistão   | 154,775 |
| 7                 | Itália        | 151,100 |
| 8                 | China         | 150,400 |
| 9                 | Geórgia       | 149,750 |
| 10                | Japão         | 149,725 |
| 11                | Grécia        | 149,675 |
| 12                | Coreia do Sul | 149,075 |

### Grupos

#### Grupo Geral
| Pos.              | País           | 5 cordas | 3 arcos + 2 maças | Pontos |
| ----------------- | -------------- | -------- | ----------------- | ------ |
| Medalha de ouro   | Rússia         | 17,650   | 17,450            | 35,100 |
| Medalha de prata  | Itália         | 17,125   | 17,125            | 34,250 |
| Medalha de bronze | Bielorrússia   | 17,100   | 16,700            | 33,800 |
| 4                 | Bulgária       | 16,675   | 16,925            | 33,600 |
| 5                 | Espanha        | 16,075   | 15,825            | 31,900 |
| 6                 | Israel         | 16,000   | 15,600            | 31,600 |
| 7                 | Japão          | 15,625   | 15,350            | 30,975 |
| 8                 | Ucrânia        | 15,400   | 15,400            | 30,800 |
| 9                 | China          | 15,375   | 15,025            | 30,400 |
| 10                | Azerbaijão     | 15,375   | 14,625            | 30,000 |
| 11                | Brasil         | 14,575   | 14,500            | 29,075 |
| 12                | Grécia         | 15,000   | 13,900            | 28,900 |
| 13                | Alemanha       | 14,775   | 14,050            | 28,825 |
| 14                | Polónia        | 14,025   | 14,650            | 28,675 |
| 15                | Suíça          | 14,125   | 13,700            | 27,825 |
| 16                | França         | 15,625   | 12,125            | 27,750 |
| 17                | Canadá         | 13,600   | 13,325            | 26,925 |
| 18                | Coreia do Sul  | 13,750   | 12,850            | 26,600 |
| 19                | Áustria        | 13,575   | 12,800            | 26,375 |
| 20                | Cazaquistão    | 13,225   | 12,850            | 26,075 |
| 21                | Finlândia      | 12,875   | 12,925            | 25,800 |
| 22                | Cuba           | 12,300   | 12,500            | 24,800 |
| 23                | Estados Unidos | 12,700   | 12,025            | 24,725 |
| 24                | México         | 12,550   | 11,725            | 24,275 |
| 25                | Venezuela      | 11,575   | 11,575            | 23,150 |
| 26                | Nova Zelândia  | 11,525   | 11,150            | 22,675 |
| 27                | Chile          | 10,400   | 10,175            | 20,575 |

| Pos.              | País         | Pontos   |
| ----------------- | ------------ | -------- |
| Medalha de ouro   | Rússia       | 17,650   |
| Medalha de prata  | Itália       | 17,300   |
| Medalha de bronze | Bulgária     | 17,075   |
| 4                 | Bielorrússia | 16,875   |
| 5                 | Israel       | 16,050   |
| 6                 | Espanha      | 16,025   |
| 7                 | Japão        | 15,875   |
| 8                 | França       | 15,525   |
| ...               |              |          |
| 14                | Brasil       | 14,575 * |

| Pos.              | País         | Pontos   |
| ----------------- | ------------ | -------- |
| Medalha de ouro   | Rússia       | 17,525   |
| Medalha de prata  | Itália       | 17,350   |
| Medalha de bronze | Bulgária     | 16,975   |
| 4                 | Bielorrússia | 16,950   |
| 5                 | Ucrânia      | 16,075   |
| 6                 | Espanha      | 15,925   |
| 7                 | Israel       | 15,800   |
| 8                 | Japão        | 15,050   |
| ...               |              |          |
| 12                | Brasil       | 14,500 * |

## Quadro de Medalhas
| Pos. | País         | Medalha de ouro | Medalha de prata | Medalha de bronze | Total |
| ---- | ------------ | --------------- | ---------------- | ----------------- | ----- |
| 1    | Rússia       | 8               | 3                | 3                 | 14    |
| 2    | Ucrânia      | 1               | 2                | 1                 | 4     |
| 3    | Itália       | 0               | 3                | 0                 | 3     |
| 4    | Bielorrússia | 0               | 1                | 2                 | 3     |
| 5    | Bulgária     | 0               | 0                | 2                 | 2     |
| 6    | Azerbaijão   | 0               | 0                | 1                 | 1     |